# Geney
Geney település Franciaországban, Doubs megyében. Lakosainak száma 125 fő (2022. január 1.). Geney Onans, Accolans, Étrappe és Belles-Fontaines községekkel határos.

## Népesség
A település népességének változása:
| Lakosok száma | 153  | 144  | 136  | 146  | 152  | 131  | 119  | 116  | 119  | 125  |
|               | 1968 | 1982 | 1990 | 2006 | 2013 | 2015 | 2017 | 2019 | 2020 | 2022 |